# Jared Hasselhoff

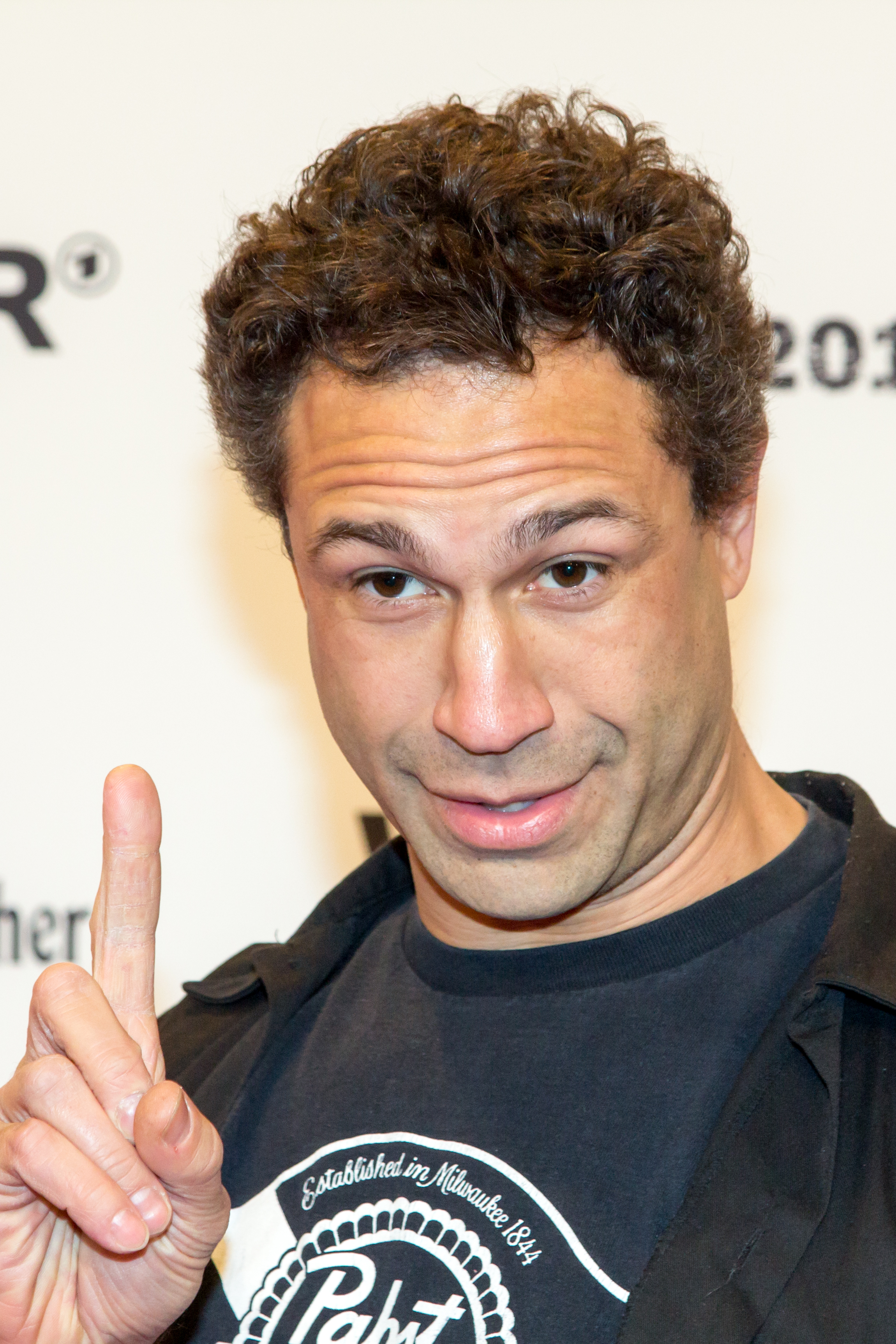
Jared Hasselhoff (2014)

„Evil“ Jared Hasselhoff (* 5. August 1971 in Philadelphia, Pennsylvania; bürgerlich Jared Hennegan) ist ein US-amerikanischer Musiker und Bassist der Rockband Bloodhound Gang, mit der er zwischen 1995 und 2015 fünf Studioalben aufnahm. Außerdem betätigt er sich als Entertainer.

## Leben

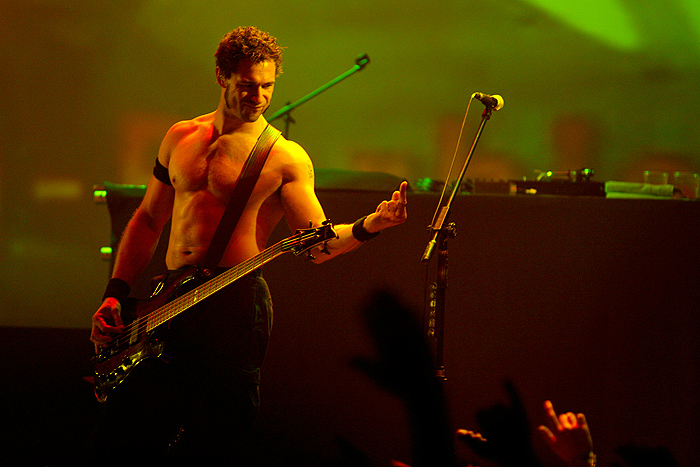
Hasselhoff bei einem Auftritt mit der Bloodhound Gang (2007)

Hasselhoff besuchte die Temple University in Pennsylvania, an der er den zukünftigen Bloodhound-Gang-Kollegen Jimmy Pop kennenlernte.
Hasselhoff ist für seine exhibitionistischen Auftritte bekannt. Er schockierte Leute, indem er Insekten aß oder während Konzerten auf seine Bandkollegen urinierte. Andere typische Aktionen waren eine Flasche Kräuterlikör durch eine sogenannte Bierbong „auf ex“ zu trinken, oder andere unter seine Achsel zu zwängen („Pitstop“).
2006 zog Hasselhoff nach Berlin-Kreuzberg. Ursprünglich plante Hasselhoff, nur für wenige Monate in Deutschland zu bleiben. Im Laufe der Zeit verlängerte er jedoch seinen Aufenthalt und verbrachte zunehmend mehr Zeit im Land. Ein Grund für diesen Umzug war die Begeisterung seiner Mutter für Deutschland, die als Deutschlehrerin in Kassel und Bonn tätig war. Zudem fand Hasselhoff die längeren Öffnungszeiten der Bars in Deutschland im Vergleich zu den USA besonders ansprechend. 2007 spielte er Bass für das Lied Totalschaden des Hip-Hop-Künstlers Tony D und für einen Videoclip mit Sido und B-Tight.
Ab 2006 war er mit der deutschen Schauspielerin Sina-Valeska Jung liiert. Mitte 2010 kam das gemeinsame Kind zur Welt. Im Dezember 2021 wurde bekannt, dass das Paar sich bereits 2018 getrennt hat.
2008 stellte sich Hasselhoff in zwei Folgen der Seifenoper Verbotene Liebe, in der seine damalige Freundin Sina mitspielte, selbst dar.
2010 nahm Hasselhoff das erste Mal an der Wok-WM in Oberhof teil, mit der vierköpfigen Gruppe mister*lady Dance-Wok. Insgesamt nahm er 8 Mal von 2010 bis 2015 sowie 2022 und 2023 teil. Außerdem trat er beim ProSieben Promiboxen 2012 gegen Lars Riedel an, den er in der 4. Runde durch technischen K. o. besiegte.
Im Jahr 2013 wurde Hasselhoff mit einem fünfjährigen Einreiseverbot aus der Ukraine ausgewiesen, nachdem er an einem Konzert in Kiew auf die ukrainische Staatsflagge urinierte. Einige Tage später sollte die Band auf dem Kubana Festival auftreten, wurde jedoch von der russischen Polizei aufgefordert auszureisen.
Im Jahr 2014 hatte er eine eigene Rubrik während der Show Circus HalliGalli, wo er Prominente zum Interview traf und sich auf Kommando übergab. Des Weiteren hatte er Gastauftritte in den Shows Das Duell um die Welt, Die beste Show der Welt, Joko & Klaas gegen ProSieben und Mein bester Feind.
Ab 2016 war Hasselhoff Gastgeber der Show Evil Science auf ProSieben Maxx, in der er waghalsige Experimente an seinem eigenen Körper testete.
Im Mai 2017 trat er bei der German Wrestling Federation in einem Wrestling-Match gemeinsam mit GWF-Gründer Ahmed Chaer gegen den Bodybuilder und YouTuber Johannes Luckas und dessen Partner Rambo an. Im Jahr 2019 bestritt er einen weiteren Kampf in der GWF und trainiert seitdem regelmäßig in der Trainingshalle der Liga in Berlin-Neukölln und steigt als aktiver Wrestler in den Ring.
Im November 2019 war er in der 139. Folge von Game Two zu sehen. Im Juli 2021 nahm er an den Shows Kampf der Realitystars bei RTL II und im August 2021 bei Die ultimative Chart Show – Die erfolgreichsten Skandalhits bei RTL teil.
Im März 2020 war er in der 129. Folge von den Kack & Sachgeschichten zu hören.
Im November 2021 nahm er an dem Charity Stream Loot für die Welt 8 teil.
2023 trat Hasselhoff im deutschen Survival-Reality-Format Arctic Warrior auf und wurde zum Sieger erklärt.
Im April 2024 war er dafür vorgesehen, beim Amadeus Austria Music Award den Preis in der Kategorie Hip Hop/Urban an RAF Camora zu übergeben. Der war aber krankheitsbedingt verhindert und so wurde er von seinem besten Freund, dem Rapper Pireli, vertreten, der den Preis in seinem Namen abholte. Evil Jared lobte den österreichischen Hip Hop und wies darauf hin, dass man in den USA einen ähnlichen Preis in der Kategorie Hip Hop fast an Justin Bieber vergeben hätte.

## Filmografie
| Jahr          | Titel                            | Rolle                  |
| ------------- | -------------------------------- | ---------------------- |
| 2003 bis 2005 | Viva La Bam                      | Evil Jared             |
| 2005          | A Halfway House Christmas        | Weihnachtsmann         |
| 2005          | TV total                         | Gastmusiker            |
| 2005          | MTV Cribs                        | Jared Hasselhoff       |
| 2006          | Howard Stern on Demand           | Evil Jared             |
| 2006          | The Dudesons – Der Film          | Evil Jared             |
| 2007          | Die Niels Ruf Show               | Gastmusiker            |
| 2008          | Verbotene Liebe                  | Evil Jared             |
| 2008          | Street Customs Berlin            | Evil Jared             |
| 2008          | Minghags: The Movie              | Sanitäter              |
| 2012          | Promiboxen                       | The Bloodhound Butcher |
| 2013 bis 2016 | Circus HalliGalli                | Evil Jared             |
| 2015          | Mein bester Feind                | Barkellner             |
| 2015          | Bülents große Überraschungsshow  | Evil Jared             |
| 2015          | Das Duell um die Welt            | Quizmaster             |
| 2016          | Mein bester Feind                | Evil Jared             |
| 2016          | Evil Science                     | Gastgeber              |
| 2017          | Die beste Show der Welt          | Evil Jared             |
| 2019          | Duell um die Welt – Team-Edition | Evil Jared             |
| 2019          | Joko & Klaas gegen ProSieben     | Evil Jared             |
| 2019          | Game Two                         | Evil Jared             |
| 2021          | Kampf der Realitystars           | Evil Jared             |
| 2021          | Die ultimative Chart Show        | Evil Jared             |
| 2022          | Joko & Klaas gegen ProSieben     | Evil Jared             |
| 2023          | Arctic Warrior (Paramount+)      | Evil Jared             |
| 2023          | Joko & Klaas gegen ProSieben     | Evil Jared             |
| 2025          | TV Total – Promi Wrestling       | Evil Jared             |